# کومپر سویفت
کومپر سویفت (به انگلیسی: Comper_Swift) یک هواگرد ملخ‌پیشین تک‌موتوره از نوع تک سرنشینه ساخت شرکت Comper Aircraft Company Ltd است. هواگرد کومپر سویفت نخستین پروازش را در ۱۹۳۰ میلادی انجام داد. در مجموع، تعداد ۴۵ فروند از این هواگرد ساخته شده‌است.
طراح این هواگرد، Nicholas Comper بود.